# Casa dels Canonges (Alcarràs)
La Casa dels Canonges és un conjunt d'edificis de Montagut, al municipi d'Alcarràs (Segrià) inclòs en l'Inventari del Patrimoni Arquitectònic de Catalunya. Actualment és propietat de l'Ajuntament d'Alcarràs. És un conjunt d'edificis que consta de dos cossos principals d'habitatge i una capella entre mitgeres, dedicada a santa Anna, a més d'altres cossos annexos. Un dels cossos principals té l'estructura habitual d'una masia, de planta rectangular, planta baixa i dos pisos, teulada a dos vessants i carener perpendicular a la façana principal, que és una de les parets curtes. Les obertures que conserva són totes allindanades, algunes d'elles amb muntants ressaltats.
L'altre cos principal, situat a l'altra banda de la capella, és també de planta rectangular, tot i que la façana principal és una de les parets llargues i el carener és paral·lel a aquesta. Per la tipologia de les obertures, així com per la seva disposició, sembla que devia ser una casa destinada a serveis dels canonges, no pròpiament d'habitatge.

## Ermita de Santa Anna
Ermita d'una sola nau, entre mitgeres, coberta amb volta de canó i orientada al sud. Compta amb un sol altar, de marbre, presidit per una imatge de santa Anna, patrona del veïnat, procedent de la Catedral de Lleida. El portal és d'arc rebaixat; al damunt hi ha un òcul circular i un campanar d'espadanya integrat en el coronament de la façana.

## Història
El conjunt ha estat en mans del capítol de la Catedral de Lleida des del 1501, any en què Manuel d'Argentona deixava en el seu testament tot Montagut a l'esmentat capítol, i els canonges de Lleida n'han mantingut la propietat fins ara. Consta que el 1628 s'hi van celebrar 40 misses, fet que fa pensar que l'església ja existia abans. El 1773 l'edifici fou reedificat, obra que va costar 800 lliures, de les quals el Capítol va pagar 350. Fou lloc de reunió de colons i terratinents de les partides immediates. L'any 2003 l'Ajuntament d'Alcarràs formalitzava la compra de la Casa dels Canonges al Cabildo Catedralici.